# Rhondda Bosworth
Rhondda Bosworth (* 1944) je novozélandská fotografka.

## Životopis
Bosworth se narodila v Takapuně v Aucklandu v roce 1944. Vystudovala malbu a fotografii na University of Canterbury a University of Auckland.
V roce 1975 byla součástí výstavy Six Women Artists, kterou pořádala Allie Eagle v umělecké galerii Roberta McDougalla v Christchurchu, spolu s ní dále vystavovaly: Stephanie Sheehan, Joanna Harris, Helen Rockel, Joanne Hardy a Jane Arbuckle.
V letech 1989–1990 byla její práce zařazena na fotografickou výstavu Imposing Narratives, která putovala po Novém Zélandu.
V roce 2015 byly její práce zařazeny do výstav o ženách Nového Zélandu v galerii Adam Art Gallery ve Wellingtonu, Interior Histories: Fragments Of A World At 40.